# گروه فورتی
گروه فورتی (انگلیسی: Forte Group) شرکت مهمان‌نوازی بریتانیایی است، که در سال ۱۹۳۵ تأسیس شد.